# Beate Rudolf

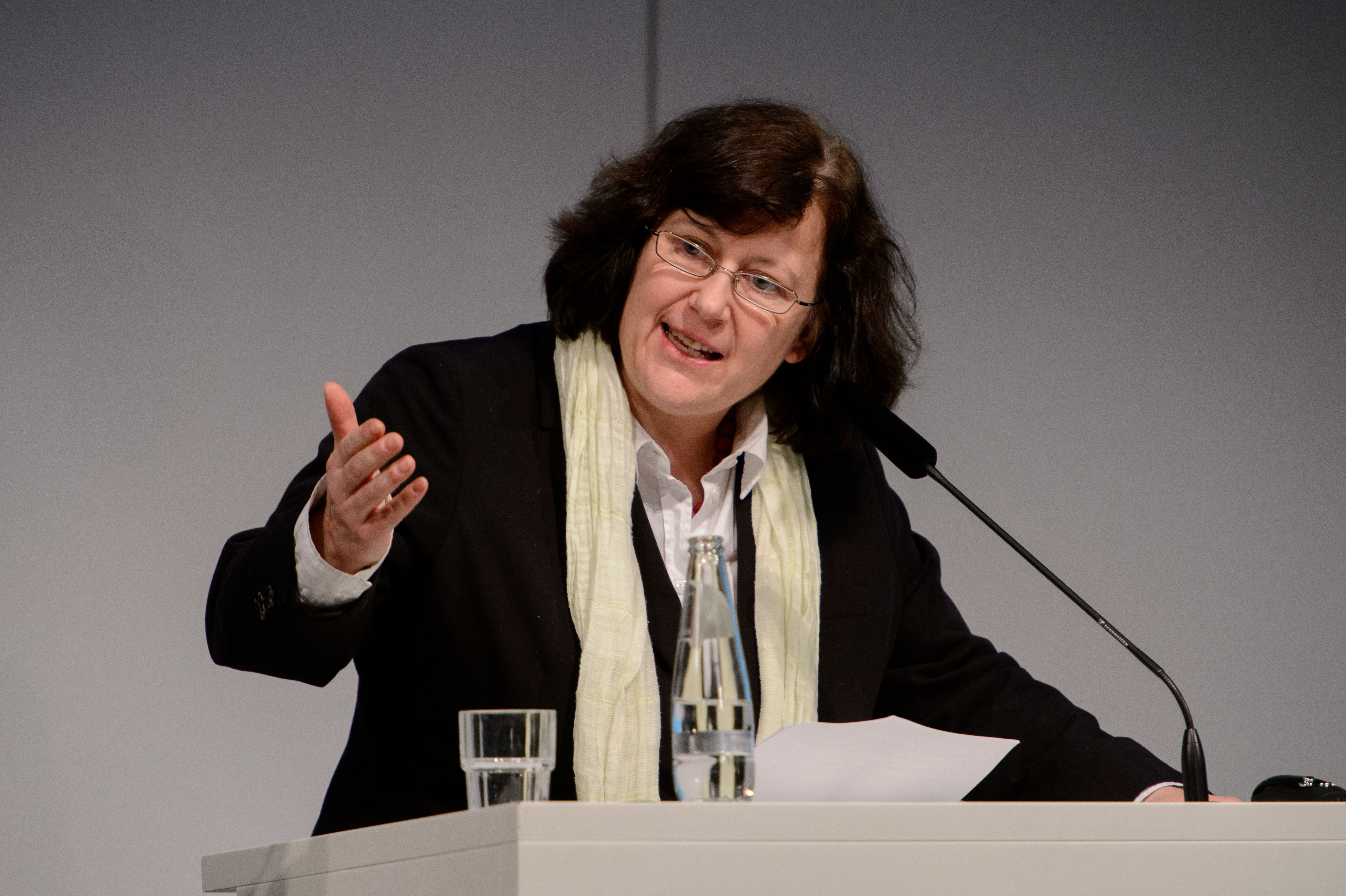
Beate Rudolf, 2013

Beate Rudolf (* 12. Juni 1964 in Köln) ist eine deutsche Rechtswissenschaftlerin und seit 1. Januar 2010 Direktorin des Deutschen Instituts für Menschenrechte.

## Leben und Beruf
Rudolf studierte von 1983 bis 1989 an der Universität in Bonn sowie in Genf und schloss ihr erstes Staatsexamen in Rechtswissenschaften ab. Sie erhielt in dieser Zeit ein Stipendium der Studienstiftung des deutschen Volkes. Von 1990 arbeitete sie drei Jahre lang als wissenschaftliche Mitarbeiterin am Institut für Öffentliches Völkerrecht an der Universität in Bonn. 1992 schloss sie ihr zweites Staatsexamen ab. Ihr Referendariat leistete sie unter anderem im Direktorat für Menschenrechte des Europarates ab. Von 1994 bis 2000 lehrte sie als wissenschaftliche Assistentin Öffentliches Recht, ausländisches öffentliches Recht sowie Völkerrecht und Europarecht an der Heinrich-Heine-Universität Düsseldorf und promovierte dort im Jahr 1999. Ein Jahr später erhielt sie das Lise-Meitner-Stipendiat des Landes Nordrhein-Westfalen. Von 2003 bis 2010 war sie an der Freien Universität Berlin tätig und lehrte dort als Juniorprofessorin Öffentliches Recht und Gleichstellungsrecht. Im Sonderforschungsbereich „Governance in Räumen begrenzter Staatlichkeit“ leitete sie das Projekt „Völkerrechtliche Vorgaben für Governance in schwachen und zerfallenden Staaten“. Sie war Mitglied des Netzwerks von Rechtsexperten der Europäischen Kommission zur Geschlechtergleichheit. 2016 wurde sie für drei Jahre zur Vorsitzenden des Weltverbands der Nationalen Menschenrechtsinstitutionen (GANHRI) gewählt. 2017 wurde ihr der Margherita-von-Brentano-Preis „für ihr langjähriges akademisches und gesellschaftspolitisches Wirken im Bereich der Menschenrechte und insbesondere der Frauenrechte“ verliehen.
Zu ihren Forschungsschwerpunkten gehören Grund- und Menschenrechte sowie Staatsformmerkmale nach Völkerrecht, Europarecht und deutschem Verfassungsrecht.

## Ehrenamt
Rudolf war Vizepräsidentin der European Women Lawyers Association. Sie ist Mitglied im Zentralkomitee der deutschen Katholiken. Darüber hinaus ist Rudolf Mitglied im Universitätsrat der Friedrich-Alexander-Universität Erlangen-Nürnberg.

## Schriften (Auswahl)
- Beate Rudolf: Die thematischen Berichterstatter und Arbeitsgruppen der UN-Menschenrechtskommission. Springer, Berlin 2000, ISBN 978-3-540-66837-4.
- Beate Rudolf: Frauen und Völkerrecht. Nomos, Baden-Baden 2006, ISBN 978-3-8329-2008-1.
- Beate Rudolf (Hrsg.): Geschlecht im Recht. Eine fortbestehende Herausforderung. Wallstein-Verlag, Göttingen 2009, ISBN 978-3-8353-0448-2.
- Beate Rudolf und Matthias Mahlmann: Gleichbehandlungsrecht. Nomos, Baden-Baden 2007, ISBN 978-3-8329-1413-4.
- Beate Rudolf: Menschenrecht Wasser? Lang, Frankfurt am Main 2007, ISBN 978-3-631-55931-4.
- Marsha A. Freeman, Christine Chinkin, Beate Rudolf (Hrsg.): The Convention on the Elimination of all Forms of Discrimination against Women. A Commentary. Oxford University Press, Oxford / Ann Arbor (Michigan), 2012, ISBN 978-0-19-163008-8 / ISBN 978-0-19-956506-1.